# Guy Simonds
El militar general Guy Granville Simonds, (23 de abril de 1903 - 15 de mayo de 1974) CC, CB, CBE, DSO, CD, fue un alto oficial Ejército Canadiense que sirvió con distinción durante la Segunda Guerra Mundial. Reconocido por muchos historiadores militares y altos mandos como uno de los mejores generales canadienses de la guerra. Simonds, tras servir los primeros años de la Segunda Guerra Mundial principalmente como oficial de Estado Mayor, comandó con distinción la I División de Infantería canadiense en Sicilia e Italia desde julio de 1943 hasta enero de 1944, y más tarde el II Cuerpo Canadiense durante la Batalla de Normandía de junio-agosto de 1944 y durante toda la campaña posterior en Europa Occidental a partir de 1944, hacia el final de la cual comandó temporalmente el Primer Ejército Canadiense durante la Batalla del Escalda, hasta la victoria en el Día de Europa en mayo de 1945.
Tras el final de la guerra, se trasladó al Imperial Defence College (IDC) de Londres, inicialmente como estudiante y más tarde como instructor, antes de regresar a Canadá para dirigir el National Defence College de Canadá. En 1951, con sólo 48 años, fue nombrado Jefe del Estado Mayor General (CGS), el jefe del Ejército canadiense, cargo que ocupó durante cuatro años, incluso durante la guerra de Corea, antes de jubilarse en 1955.

## Biografía
Simonds nació en Ixworth, cerca de Bury St Edmunds, Suffolk, Inglaterra, el 24 de abril de 1903.
Simonds provenía de una familia militar: su bisabuelo había estado en el ejército de la Honorable East India Company, su abuelo había sido general de división en el Ejército Británico de la India y su padre un oficial en el regimiento real de artillería del ejército británico. Por el lado materno, su abuelo William Easton era un adinerado criador de caballos de Virginia, que se había mudado a Inglaterra alquilando la Abadía de Ixworth. Eleanor "Nellie" Easton, su madre, era una de cinco hijas, cuatro de las cuales se casaron con oficiales del ejército.
Su padre, Cecil, mayor, dimitió del ejército británico en otoño de 1911 (cuando Guy tenía 8 años) y trasladó a su familia a la Columbia Británica, donde trabajó como topógrafo para un ferrocarril. Alistado de nuevo en el ejército al comienzo de la Primera Guerra Mundial, Cecil fue herido en 1918 y desmovilizado en 1919 con el grado de coronel. La familia pasó la guerra en una casa alquilada en Victoria. La madre de Guy vendió posesiones familiares para llegar a fin de mes. Guy tuvo que dejar la escuela durante dos años a los catorce para ayudar a mantener a la familia. Simonds estudió en la Collegiate School de Victoria y, a partir de 1919, en el Ashbury College de Ottawa, cuyo comedor lleva su nombre. 

## Trayectoria
Estudió en el Royal Military College de Canadá en Kingston, Ontario, entre 1921 y 1925, con el número de cadete 1596. La promoción de Simonds fue la última en ser seleccionada a partir de los exámenes nacionales (Simonds quedó en segundo lugar) y la primera, tras la recién finalizada Primera Guerra Mundial, en acceder a un curso de cuatro años. En la graduación recibió la Espada de Honor, fue considerado el mejor «todoterreno», quedó en segundo lugar académico y, en general, se le consideraba el mejor jinete de la promoción.
En septiembre de 1932, asistió en Inglaterra al Curso de Estado Mayor de Artillería. Su esposa le acompañó a Inglaterra, donde nació su primer hijo. Regresó a Kingston en 1934. En 1936 y 1937 asistió a la Escuela de Estado Mayor de Camberley (Inglaterra), dirigida en aquel momento por el general de división Lord Gort, aunque pronto fue sustituido por el general de división Sir Ronald Adam, y entre los instructores figuraban figuras de la talla del teniente coronel William Slim. Trabajó muy duro y disfrutó mucho de su estancia allí, y sus superiores le consideraron uno de los alumnos más destacados del curso de dos años. Además, si hubiera sido un oficial británico, habría sido especialmente seleccionado para una promoción acelerada con el fin de que pudiera regresar al colegio para servir como instructor.Sin embargo, ascendido a Mayor, regresó al Real Colegio Militar de Canadá como profesor asociado de Artillería y más tarde como instructor de Táctica. El comandante del colegio en ese momento era el brigadier Harry Crerar, un compañero oficial artillero que desempeñaría un papel importante en la futura carrera militar de Simonds.
Durante los años anteriores a la guerra, Simonds y Eedson Louis Millard Burns debatieron conceptos en las páginas de Canadian Defence Quarterly.

## II Guerra Mundial
El 10 de septiembre de 1939, Canadá declaró la guerra a la Alemania nazi y entró oficialmente en la Segunda Guerra Mundial. Casi de inmediato, Simonds recibió órdenes de presentarse en Ottawa, donde fue nombrado Oficial de Estado Mayor de grado 2 (GSO2) de la recién creada 1ª División de Infantería Canadiense. Sus primeras funciones como GSO2 fueron supervisar las operaciones y el entrenamiento de la división, así como su organización y equipamiento. Junto con la mayor parte del resto de la división, Simonds viajó al Reino Unido en diciembre de 1939. 
El trabajo de Simonds le puso en contacto frecuente con el Oficial General al mando (GOC) de la 1ª División, «Andy» McNaughton, un compañero oficial artillero que más tarde se convertiría en Jefe del Estado Mayor (CGS). Simonds estaba con el GOC el 16 de mayo de 1940, seis días después de que comenzara la Batalla de Francia, cuando McNaughton fue convocado a una conferencia por el General Sir Edmund Ironside, Jefe del Estado Mayor Imperial británico (CIGS), sobre la situación en Francia, que no era buena y parecía deteriorarse rápidamente. En el informe se afirmaba que la situación era crítica pero no completamente desesperada, y se instaba a los comandantes a enseñar a combatir con bayoneta para inculcar a sus hombres el espíritu de lucha. El informe también instaba a no hacer prisioneros de guerra a los paracaidistas alemanes.

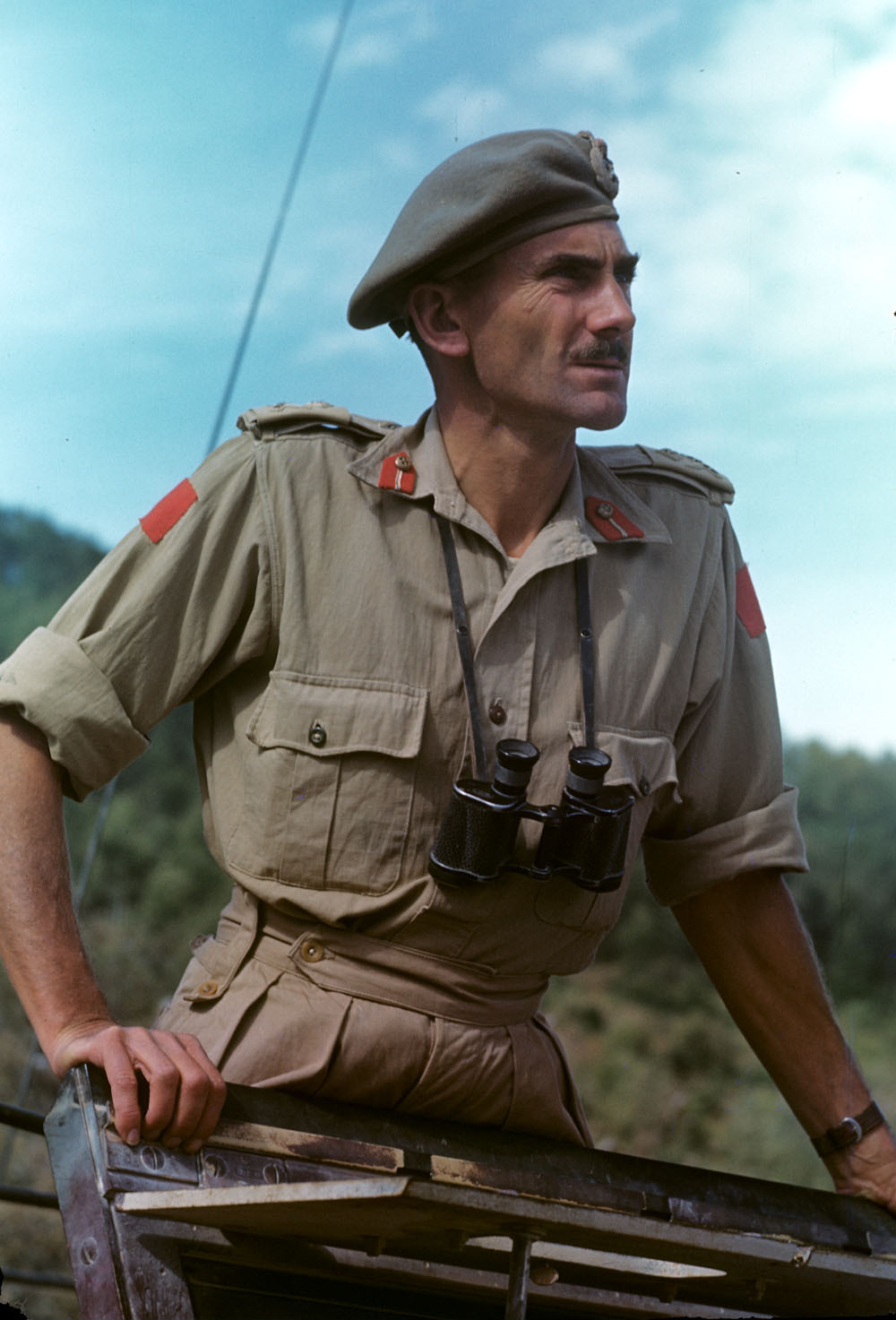
Major General Guy Simonds

Fue ascendido a teniente general y nombrado comandante general del 2º Cuerpo de Ejército Canadiense en enero de 1944. Fue responsable de entrenar a sus hombres para la Operación Overlord. Entre julio y agosto de 1944, Simonds dirigió cuatro importantes operaciones militares contra los alemanes: Operación Atlántico, Operación Primavera, Operación Totalizar y Operación Tractable. Durante la Operación Totalizar, diseñó el Kangaroo, un vehículo blindado de transporte de personal que retiraba piezas de artillería de los cañones autopropulsados Priest. El 27 de septiembre de 1944, asumió temporalmente el mando del primer ejército canadiense del general Harry Crerar (que regresó a Inglaterra para recibir tratamiento médico), lo que llevó a las fuerzas aliadas a la victoria en la Batalla del estuario del Escalda, del 1 de octubre al 8 de noviembre de 1944. Esta batalla dejó 12,873 víctimas (muertos, heridos o desaparecidos), la mitad de los cuales eran canadienses. Después de la guerra, Simonds vivió en Inglaterra, enseñando en el Imperial Defense College, que se convirtió en el Royal College of Defense Studies de Londres.

## Ejército de posguerra
Simonds se sintió "sin duda profundamente dolido" cuando en agosto de 1945 fue sustituido por Charles Foulkes como Jefe del Estado Mayor General (JEMG).  En 1946 se trasladó a Londres, donde asistió al Imperial Defence College (IDC). Descubrió que el trabajo en el IDC le permitía estar alerta. Conoció y habló con destacadospolíticos, industriales y militares de la Alianza Occidental".  De 1946 a 1949 fue Instructor Jefe allí, "un gran honor para un canadiense".

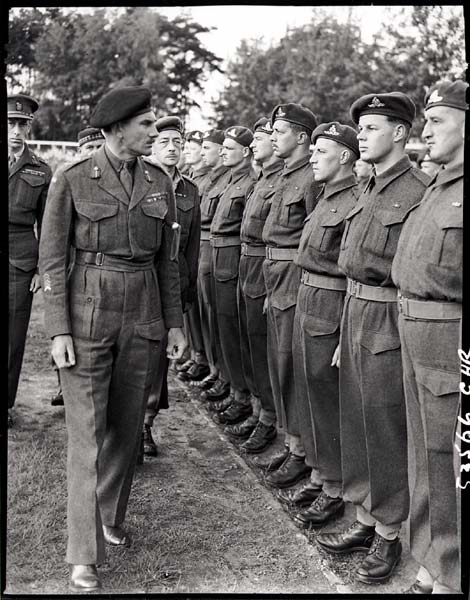
Guy Simonds inspeccionando el II Cuerpo Canadiense en Meppen, Alemania, 31 de mayo de 1945

Regresó a Canadá en 1949 para asumir el cargo de Comandante del Canadian Army Command and Staff College y del National Defence College de Canadá. En 1951 fue nombrado Jefe del Estado Mayor.  En 1950, la opinión generalizada era que la invasión norcoreana de Corea del Sur pretendía ser una distracción para que las fuerzas estadounidenses se quedaran empantanadas en Corea como preludio de una invasión soviética de Alemania Occidental. Cuando China entró en la guerra de Corea en octubre de 1950, se creyó que el mundo estaba al borde de la Tercera Guerra Mundial, y el 16 de enero de 1951, el Comandante Supremo Aliado de la OTAN, General Dwight D. Eisenhower, visitó Ottawa para pedir ayuda a Canadá. El Primer Ministro Louis St. Laurent accedió a enviar dos divisiones canadienses a Alemania Occidental.

## Jubilación y años posteriores
Después de retirarse del ejército canadiense, trabajó para Halifax Insurance Company y Toronto Brick and Associates. Participó activamente en la Royal Life Saving Society of Canada, el Gurkha Appeal, el Canadian Corps of Commissionaires y fue presidente del National Ballet of Canada. Criticó al gobierno por buscar vínculos más estrechos con Estados Unidos y se opuso a la dependencia de las armas nucleares, defendiendo fuerzas convencionales fuertes. Simonds propuso el uso de suministro aéreo para reducir la vulnerabilidad de las cadenas de suministro de las divisiones del ejército. Escéptico de los defensores del poder aéreo y previó el uso cada vez mayor de misiles. Creía en la "integración" del cuartel general de defensa, pero se oponía a la "unificación" de Hellyer de las fuerzas armadas. Simonds escribió en ese momento que cada servicio requería un estilo de liderazgo distintivo para los oficiales; declarando que es un piloto solo en su jet decidido por sí mismo a luchar o huir ante un enemigo; en el caso del oficial naval con rango equivalente al de piloto, la decisión de luchar o huir la tomaba el capitán de su barco; y para un oficial del ejército con rangos equivalentes a los de la fuerza aérea y los oficiales navales tenía que decidir por sí mismo si luchar o huir y motivar a los hombres bajo su mando para que hicieran lo mismo. Simonds concluyó que los planes del ministro de Defensa Paul Hellyer para unificar los servicios nunca funcionarían, ya que se basaba en la suposición de que realmente no había diferencia entre la guerra en tierra, mar y aire y un servicio común podría manejar los tres. Al mismo tiempo, Simonds también se opuso a los planes de Hellyer de "canadianizar" al ejército eliminando los uniformes tradicionales de estilo británico y los rangos de los tres servicios e imponer un uniforme y rangos de estilo estadounidense en las Fuerzas Canadienses unificadas, advirtiendo este ataque a las tradiciones en el ejército canadiense dañaría la moral.
Una calle lleva su nombre en Amberes ("Generaal Simondslaan"). Simonds era coronel honorario del Regimiento Real de Canadá en el momento del centenario del regimiento en octubre de 1962. Se le ofreció un título honorífico de RMC que rechazó porque se había opuesto al programa de grado, temiendo que la larga permanencia de instructores civiles influir indebidamente en el plan de estudios. El 29 de octubre de 1971 fue nombrado Compañero de la Orden de Canadá.
Enfermo de cáncer de pulmón, falleció en Toronto el 15 de mayo de 1974. Fue enterrado en el cementerio Mount Pleasant de Toronto tras un servicio religioso en la Grace Church-on-the-Hill.